# Портнов, Юрий Алексеевич
Ю́рий Алексе́евич Портно́в (1920—2012) — хозяйственный деятель города Новомосковска, Герой Социалистического Труда (1971).

## Биография
Родился 6 мая 1920 года на станции Рюриково Алексинского уезда Тульской губернии (ныне Алексинского района Тульской области). Русский.
В 1940 году призван в РККА Скопинским РВК (Скопинский район). Великая Отечественная война застала Ю. А. Портнова в Забайкальском военном округе, где он служил техником по приборам в 290-м дальнебомбардировочном авиационном полку. В составе полка прошёл всю войну. За отличную подготовку материальной части к боевым полётам старшина технической службы Ю. А. Портнов награждён медалью «За боевые заслуги» (11 сентября 1945).
Работал начальником шахт № 26, затем № 1 «Северная» треста «Новомосковскуголь». Под его руководством было проведено две реконструкции шахты № 26, в результате чего шахта эксплуатировалась ещё более пяти лет. На шахте № 1, при проектной мощности 1500 тонн, фактическая добыча угля составляла 4500 тонн за счёт высокой автоматизации и механизации производства, а также низкой себестоимости.
Жил в городе Новомосковске (Тульская область). Умер 10 сентября 2012 года на 93-м году жизни.

## Награды и звания
- Герой Социалистического Труда (1971)
- медали, в том числе:
  - медаль «За боевые заслуги» (11 сентября 1945)
  - медаль «За победу над Германией в Великой Отечественной войне 1941—1945 гг.» (1945)
  - медаль «За победу над Японией» (1945)
  - юбилейная медаль «300-летие начала государственного оружейного производства в городе Туле» (29 февраля 2012[2])
- почётный гражданин Новомосковска (2000)

## Семья
Жена — Вера Михайловна Портнова, вместе с Ю. А. Портновым с 1947 года.